# جويل هايت
جويل هايت (بالإنجليزية: Joel Hyatt)‏ هو محامي وسياسي أمريكي، ولد في 1950.